# Setaphora iriomotensis
Setaphora iriomotensis är en kräftdjursart som beskrevs av Nunomura 1986. Setaphora iriomotensis ingår i släktet Setaphora och familjen Philosciidae. Inga underarter finns listade i Catalogue of Life.